# Enlil-nasir II.
Enlil-nasir II., Sohn des Aššur-rabi I. war ein assyrischer König, der von 1420 bis 1415 v. Chr. regierte. Er setzte seinen Bruder Aššur-nadin-ahhe I. ab und regierte nach der assyrischen Königsliste sechs Jahre. Ihm folgte sein Sohn Aššur-nirari II.
| Autor              | Regierungszeit    | Anmerkungen            |
| ------------------ | ----------------- | ---------------------- |
| Cassin 1966        | 1432–1427 v. Chr. | mittlere Chronologie   |
| Gasche et al. 1998 | 1422–1417         | Ultrakurze Chronologie |